# Veština
Veština je sposobnost obavljanja zadatka sa određenim rezultatima u toku određenog vremena.
Ljudima je potreban širok spektar veština da bi doprineli modernoj ekonomiji. Zajednička studija ASTD i američkog Ministarstva rada pokazala je da se kroz tehnologiju radno mesto menja i identifikovalo je 16 osnovnih veština koje zaposleni moraju da imaju da bi mogli da menjaju. 

## Podela veština
Veštine se često mogu podeliti na domene- opšte i specifične za domenu. Na primer, u domenu rada, neke opšte veštine bi uključivale upravljanje vremenom, timski rad i liderstvo, samomotivaciju i druge, dok bi se veštine specifične za domen koristile samo za određeni posao. Za veštinu su obično potrebni određeni podsticaji okoline i situacije za procenu nivoa veštine koja se poseduje, prikazuje i koristi.
Predložene su tri široke kategorije veština i to su tehnička, ljudska i konceptualna veština. Prva dva se mogu zameniti teškim i lakim veštinama.

## Teške veštine
Teške veštine, koje se takođe nazivaju tehničkim veštinama, su sve veštine koje se odnose na određeni zadatak ili situaciju. To uključuje i razumevanje i poznavanje specifične aktivnosti koja uključuje metode, procese, postupke ili tehnike. Ove veštine se lako mogu meriti za razliku od lakih veština koje su povezane sa nečijom ličnošću. Ovo su takođe veštine koje mogu biti ili su testirane i mogu da sadrže određenu profesionalnu, tehničku ili akademsku kvalifikaciju.

## Radne veštine
Kvalifikovani radnici dugo su imali istorijski značaj kao električari, zidari, stolari, kovači, pekari, pivari, štampari i druga zanimanja koja su ekonomski produktivna. Kvalifikovani radnici su često bili politički aktivni kroz svoje zanatske saveze.

## Životne veštine
Životne veštine karakteriše sposobnost stečena namernim, sistematskim i trajnim naporima da glatko i adaptivno obavljaju složene aktivnosti ili radne funkcije koje uključuju ideje (kognitivne veštine), stvari (tehničke veštine) i/ili ljude (međuljudske veštine).

## Međuljudske veštine
Prema Portland Business Journal-u, veštine ljudi su opisane kao:
- razumevanje sebe i osavremenjivanje naših odgovora

- govoreći efektivno i tačno saosećajući

- izgradnju odnosa poverenja, poštovanja i produktivnih interakcija.

Britanska definicija je "sposobnost efikasne komunikacije s ljudima na prijateljski način, posebno u poslu." Izraz još nije naveden u glavnim američkim rečima.
Izraz "međuljudske veštine" koristi se tako da uključuje i psihološke i socijalne veštine, ali je manje inkluzivan od životnih veština.

## Socijalne veštine
Socijalna veština je svaka veština koja olakšava interakciju i komunikaciju sa drugima. Socijalna pravila i odnosi se stvaraju, prenose i menjaju na verbalni i neverbalni način. Proces učenja takvih veština naziva se socijalizacijom.

## Lake veštine
Lake veštine su kombinacija interpersonalnih veština ljudi, socijalnih veština, komunikacionih veština, osobina likova, stavova, atributa karijere i značajnost se daje koeficijentu emocionalne inteligencije (EK).

## Hijerarhija veština
Veštine se mogu kategorisati na osnovu nivoa stručnosti i motivacije. Najviši stepen angažovanosti odgovara majstorima. Oko 2% ljudi dostiže najviši nivo veština.